# Cisne Negro Companhia de Dança
Cisne Negro Companhia de Dança é uma companhia de dança brasileira criada em 1977 na cidade de São Paulo.
O nome veio de um pas de deux do balé O Lago dos Cisnes. A companhia é dirigida por Hulda Bittencourt.